# Класичний танець
Класичний танець — система виразних засобів хореографічного мистецтва, що базується на ретельній розробці різних груп рухів та позицій ніг, рук, корпусу й голови, з'явилась у XVII столітті. 
Урок класичного танцю — сукупність вправ, що розвивають здібності танцюристів. У класичній школі урок складається з кількох частин:
- екзерсис біля станка;
- екзерсис на середині зали;
- адажіо;
- алегро;
- вправи на пальцях (у жіночому танці).

Елементи вправ із класичного танцю включені до програми навчання з художньої та спортивної гімнастики, фігурного катання, естрадних танців, спортивного рок-н-ролу,  акробатики, спортивних бальних танців.також у цьому танці є декілька позицій ніг це 1 2 3 4 5  позиції ніг також э 3 позиції рук та підготовче положення